# Oecetis spinifera
Oecetis spinifera là một loài Trichoptera trong họ Leptoceridae. Chúng phân bố ở miền Ấn Độ - Mã Lai.